# Zwart-gele blaaskop
De zwart-gele blaaskop (Conops flavipes) is een vliegensoort uit de familie van de blaaskopvliegen (Conopidae).
De wetenschappelijke naam van de soort is gepubliceerd in 1758 door Linnaeus in Systema naturae.

## Kenmerken
Het volwassen insect wordt 9 tot 13 millimeter groot en vliegt van mei tot augustus. Het dier heeft een wespachtige tekening van geel met zwart met gele poten. Het derde segment van de antennes is af en toe bruinachtig. De schouderbulten voor de thorax en de houders zijn lichtgeel, het schildje is zwart op de gele punt na. De poten zijn geelbruin, waarbij de dijen (femora) elk een brede donkere ring dragen. . De buik heeft een paar kleine gele bultjes aan de zijkant van het eerste segment, licht uitpuilende gele banden op het tweede tot vierde segment en is bestrooid met dof geel op het vijfde en zesde segment. Bij de vrouwtjes glinstert de onderkant van het gezicht wit en hebben alleen het tweede en derde buiksegment een smalle gele band aan de achterkant.

## Habitat
Ze komen voor op open terrein, zoals weilanden, bermen en droog grasland. 

## Levenswijze
De imago's vliegen van juni tot augustus naar bloemen in Midden-Europa. De larven ontwikkelen zich parasitair in de nesten van de aardhommel (Bombus terrestris) en bijen van het geslacht Osmia. De soort is een parasitoïde met diverse soorten bijen en wespen als gastheer. De vlieg wordt vaak nectardrinkend op bloemen waargenomen.

## Verspreiding
De soort komt voor in Europa, Centraal- en Oost-Azië. 